# Beleg van Antiochië (540)
Het Beleg van Antiochië (540) was een belegering van de stad Antiochië tijdens de Byzantijns-Sassanidische oorlogen.

## Achtergrond
Na de Iberische Oorlog (526-532) sloten de Sassanidische sjah Khusro I en de Byzantijnse keizer Justinianus I, Eeuwige vrede. Tijdens deze korte periode (532-540) kreeg Khusro de tijd om zijn rijk te hervormen en Justinianus de mogelijkheid een groot deel van het Romeinse Rijk te heroveren. Justinianus liet de bescherming van zijn oostgrens over aan zijn vazallen, zoals Gubazes II van Lazië of Al-Harith ibn Jabalah, koning van de Ghassaniden.
De ongeregeldheden startten wanneer Al-Harith in conflict kwam met de heerser van de Lakhmiden, vazal van de Sassaniden. Khusro voelde zich genoodzaakt om in te grijpen en viel Syria binnen. 

## Beleg
De bekwaamste Byzantijnse generaal Belisarius was op dat moment bezig met de verovering van Ravenna. Ondanks het dapper verzet van de inwoners en de tussenkomst van de Patriarch van Antiochië Efremus van Amidië werd de stad gemakkelijk veroverd en daarna geplunderd. Byzantijnse onderhandelaars deden financiële voorstellen, maar die waren nooit genoeg. De plunderingen door de regio werden verder gezet.

## Nasleep
Alsof de situatie nog niet erg genoeg was, liep Gubazes II van Lazië over naar de Sassaniden, het begin van de Lazische Oorlog. Belisarius werd naar het Oosten gestuurd. De Sassaniden kregen steun van de Hephthalieten en brachten vermoedelijk met zich de pest mee. In 543 vluchtte Khusro, uit schrik voor besmetting naar zijn paleis Taq-i Kisra in Ctesiphon.